# Anca Barna
Anca Barna (n. 14 mai 1977, Cluj-Napoca) este o fostă jucătoare germană de tenis.
A devenit profesionistă în 1992 și s-a retras în 2005. Pe 12 aprilie 2004, Barna a fost clasată pe poziția 46 în Clasamentul WTA, cea mai bună clasare a ei. Cea mai bună clasare la dublu a venit pe 21 aprilie 1997, atunci când a ajuns pe locul 119. Ea a câștigat din tenis 746.387 USD. Locuiește în prezent în Nürnberg, Germania.

## Palmares împotriva unor jucătoare
- Dominique Monami 0-1
- Serena Williams 0-2
- Venus Williams 0-1
- Anastasia Myskina 0-1
- Kim Clijsters 0-2
- Nadia Petrova , Scor 1-1
- Elena Dementieva , Scor 1-1
- Justine Henin 0-3
- Jelena Janković 0-1